# 극장판 콩순이: 장난감나라 대모험
《극장판 콩순이: 장난감나라 대모험》은 2021년에 개봉한 대한민국의 애니메이션 영화로, 《콩순이》의 첫번째 극장판이다.

## 줄거리
진짜 진짜 이번이 마지막! 이것만 사주세요~!”
장난감가게의 새 장난감을 보니 콩순이의 가슴은 콩닥콩닥!
그런데 엄마는 안 된다고만 하고 흥.칫.뿡!
“콩순아, 자꾸 새 것만 찾으면 집에 있는 장난감 친구들이 마음 아프지 않을까?”
장난감이 마음이 아프다니! 거짓말이야!
"안녕? 나는 해피! 해피는 너의 친구야"
토라진 콩순이 앞에 나타난 원숭이 로봇 해피!
콩순이가 가장 아끼는 인형 토토를 주면 새 장난감들을 준다고?
집에 도착하니 거짓말처럼 새로운 장난감이 방 안에 한가득!
그런데 잠깐! 토토와 함께 엄마, 아빠, 콩콩이가 사라졌다?! 설마 해피가…?
사라진 가족을 찾기 위해 세요, 밤이, 송이와 함께
해피가 있는 신비한 장난감나라로 떠나는 콩순이!
콩순이와 친구들의 우당탕탕 콩짝발랄 모험이 시작된다!

## 방송 일시
| 방송 채널 | 방송일                     | 방송 시간 |
| --------- | -------------------------- | --------- |
| 방송 채널 | 방송일                     | 종료      |
| 투니버스  | 2021년 9월 20일 ~ 9월 21일 |           |

## 목소리 출연
- 박리나: 콩순이
- 김은아: 엄마, 세요, 삐삐
- 엄상현: 아빠, 티라노, 뚝이
- 배진홍: 송이, 코끼리
- 정혜원: 콩콩이, 밤이
- 이경태: 해피, 꿱이, 멜로디
- 윤아영: 토토, 안내 음성 A
- 이현: 수다쟁이 앵무, 썬더, 겁쟁이
- 성완경: 또봇 레오카이저[1]
- 신용우: 안내 음성 B
- 전태열: 또봇 실버호크[2]